# 字彙發展
字彙發展是人類學得字彙的過程，嬰兒大約在一歲時，開始能說出有意義的字，在早期的字彙學習，嬰幼兒累積字彙的速度緩慢，大約18個月大時，嬰幼兒大多能說出50個字，並開始排列不同的組合。
從很小的時候，幼兒就用語言來溝通，照護者和其他家人用語言來教導兒童如何在社會中應對，在與同儕的應對中，兒童有機會與不同的角色練習對話，成人也常常給兒童一些提示來了解字彙的意思。
在學校的期間，兒童繼續累積字彙，特別學習抽象的字彙。大約在3-5歲時，兒童不僅透過溝通，也透過閱讀來學習字彙，字彙的學習通常與上下文、先備知識有關，也包括了語意學的支持。語音迴路與連續順序的短期記憶都在字彙發展上扮演重要角色。

## 早期字彙學習
嬰幼兒大約在1歲時能說出第一個字，而這第一個字大多對他們來說是非常重要的，像是人，或是相關的動作，這第一個字也大多是單音節或重複單音節的字，像是「不」和「爸爸」。幼兒12到18個月大時，他們的字彙通常包括「貓咪」、「瓶子」、「娃娃」、「車」、「眼睛」，兒童對於物品名稱和人物的了解通常早於對於解釋動作和關係的了解。「一」和「二」是幼兒在1到2歲之間所最先學會的數字。嬰幼兒必須聽到在環境中的聲音，分解各種語音的小單位，並學習到字彙與代表的意思。

### 音韻的發展
字彙發展相關的研究顯示，幼兒的語言能力取決於他們在嬰幼兒時期所聽到的聲音，嬰幼兒的言語知覺是十分清楚的，大約在6到10個月大時，嬰幼兒便能分辨運用在語言中的聲音，10到12個月大時，幼兒已無法分辨非周遭環境所使用的語言。6個月大的嬰幼兒，觀察發音的動作（例如：觀察其他人說話時嘴巴的動作變化）增強了他們分辨聲音的能力，也可能加強嬰幼兒學習音位邊界的能力。嬰幼兒的音韻系統在18個月到7歲之間發展完成。
幼兒的音韻發展進程通常如下：
6-8周：出現咕咕聲
16周：出現笑聲
6-9個月：出現咿咿呀呀
12個月：說出第一個字
18個月：語音流程系統化
18個月-7歲：語音系統建置完成
在上面所提到的各個階段，幼兒接收各種聲音並學習方法來幫助自己認識字彙，在2歲時，幼兒的前語言語音技巧與字彙的發展有所關係：語音技巧的不足使幼兒在前語言期延遲說出字彙。環境的影響可能會影響幼兒的音韻發展，像是耳朵感染導致聽力喪失，感染導致失聰的嬰幼兒通常在出現咿咿呀呀聲這個階段有所延遲。

### 咿咿呀呀學語
咿咿呀呀聲在嬰幼兒字彙的發展過程中是十分重要的，咿咿呀呀聲幫助嬰幼兒練習發出聲音，通常出現在嬰兒5到7個月大時，在這個階段，嬰幼兒開始玩各種聲音，但這些聲音不代表他們的情緒或身體狀態，像是子音和母音的聲音；在7到8個月大時，嬰幼兒能發出真正的音節字，像是「吧吧吧」、「娜娜娜」、「滴滴滴」。雜亂語是由一連串的聲音組成，這種類型的咿咿呀呀聲通常不表達意思，嬰幼兒所發出的音素和音節在這個階段開始能區分出不同的語言（例如：使用法語和日文的嬰幼兒有較多鼻音），雖然大部分的聲音依然相同。隨著幼兒的成長，他們發出的聲音也從咿咿呀呀聲轉為有意義的字。

### 詞彙爆發
幼兒逐漸成長，字彙量增長的速度也跟著增加，幼兒在能發出這些字的聲音之前大約能理解50個字，到了18個月大時，幼兒大約能說出50個字，大約能理解2到3倍多的字。從早期學習字彙緩慢的階段到後期迅速累積字彙的轉折點稱為詞彙爆發，幼兒每個月大約學習1到3個字，詞彙爆發常發生在學習字彙速度快速增加時，大部分的幼兒在此階段一周學習10到20個新字彙。18到24個月大時，幼兒學習如何結合兩個字，像是「沒有掰掰」、「更多拜託」，此外，幼兒能運用「和」連結句子，這顯示了嬰幼兒從說出第一個字到能夠結合兩個字、句子之間的詞彙爆發。然而，有學者爭論在習得字彙方面有無爆發，大約只有5分之1的幼兒出現爆發的現象，這也顯示了大多數幼童沒有字彙爆發的現象。 

## 映射問題
字彙學習的過程中，映射問題指的是幼童如何將學習到的語言與生活的經驗做結合，世界上字彙可以對應到永無止盡的物品、概念、動作，許多理論被提出來解釋語言學習者成功地將字彙映射到正確的物件、概念和行動。 
雖然特定領域語言派別對字彙學習的解釋為，先天的限制會影響幼兒學習字彙，而一般性領域派別的解釋則為，字彙的學習可以用一般的認知解釋，像是學習與記憶，與特定語言並無關係。也有其他的學者提出社會實用的解釋，強調照護者所扮演引導幼兒學習字彙的過程。近期，一個結合模型也已表明字彙學習不能完全歸因於單一的因素，而是有很多的提示，包括明顯的和社會的提示，嬰幼兒可能在不同的字彙學習階段運用。 

### 領域普遍性
字彙發展中，領域普通性的觀點主張兒童不需要特定原則或限制來連結字彙和物件，而是透過廣泛的學習機制，如突出性, 連想和出現頻率等，來學習字彙。一般認為兒童會注意到文中最突出的物件,動作或事件，並將它們連結到他們最常使用的字彙。除此之外，關於字彙學習的研究顯示，兒童在接觸到新的資訊時所使用的快速配對不單單局限於字彙學習上，兒童也能夠在接觸到其他新奇事物時快速配對並在一段時間後將字彙和該事物記起來。 
有人質疑領域普遍性並沒有清楚解釋當一個字彙有多個意思時，兒童如何避免配對的錯誤。舉例來說，若沒有任何偏見，為什麼兒童會認為一個標籤是在指整個物體而非該物體中最突出的部分呢?然而, 領域普遍性觀點並沒有忽視偏見這項因素，更提出偏見會隨著學習策略一同發展，而非先天的限制。譬如說對整體物件的偏好(整體限制)能夠解釋為人類在理解這個世界所採用的一個策略，也許我們傾向於以整體的概念來看待我們周遭的環境，而這樣的策略不僅限於語言。另外兒童在早期字彙學習階段都是以形狀來做分類，因為當接觸到新事物或標籤時，透過形狀較能吸引他們的注意力，這也導致學習上對於形狀的偏好。 

### 社會語用理論
相較於約束理論的觀點，社會語用理論強調嬰幼兒身處的社會環境的重要性，透過這個方法，環境能夠消弭字彙學習上模稜兩可的情況，像是照護者的眼神,肢體語言,動作和微笑都能幫助嬰幼兒理解字彙的意思，因此該理論強調照護者在與嬰幼兒談論他們早已注意的物件, 動作或事件時所扮演的重要角色。
共享式注意力為兒童在學習字彙時，連結實物與字彙以及實物連結字彙的重要機制，成人一般會在與兒童溝通前，嘗試與其建立共享式注意力，而共享式注意力通常伴隨著實物上的共存，因為兒童會專注在現存環境的事物。同時會話上的共存也可能產生，照護者和兒童常常談論他們共享式注意力所聯集的事物。社會語用理論認為兒童為共變的偵測者，會將他們聽到的字彙與當時他們所存在的環境做連結。當照護者常常所指的事物並非當下嬰幼兒所專注時，共享式之共變偵測模型就變得繁雜。譬如，Kaluli(新幾內亞的原住民族群)的照護者就很少在談話中提供標籤。共變偵測模型強調照護者在意義創造過程所扮演的重要角色，然而有些理論學者卻主張嬰幼兒在本身的字彙學習也扮演重要的角色，能夠自主避免配對上的錯誤。當嬰幼兒發現其所專注的事物與說話者不同時，他們會找出說話者所專注事物的相關訊息，藉以運用該訊息來建立正確的字彙與物件連結。我們能夠透過嬰幼兒汲取說話者意圖的過程來發掘共享式注意力。 
在發展早期，兒童便認為語言是用於溝通，並將溝通視為一種協作的過程。具體而言，嬰幼兒遵守因襲主義以及對比主義，根據因襲主義，嬰幼兒相信任何他們所欲傳達的特定意義皆會對應到一個世界上共享的一個特定字詞。而依據對比主義，嬰幼兒認為不同的型態即代表不同的意義。甚至兩歲前的嬰幼兒都會將這兩項主義應用在語言使用上，他們會將字彙與成人所意指的事物連結，快速修復錯誤的發音，探索新字彙以找出能夠對應身邊周遭事物的字彙，藉以保持他們字彙使用上的對比性。

### 生成聯合模型
生成聯合模型主張兒童會利用許多線索來連結新的標籤到新的物品上，而字彙學習的環境能提供嬰幼兒社會,認知,知覺和語言等不同線索的組合，當一堆線索同時出現在嬰幼兒字彙學習初期時，嬰幼兒並不會使用所有的線索。比較小的兒童只會偵測到一部分的線索，而比較大或有經驗的字彙學習者才能夠運用更大量的線索，譬如說，年紀小的小朋友比較會專注在知覺感知較突出的線索，但比較大一點的兒童會注意到照護者的目光或其他指示來連結單字。因此這個模型主張兒童在一開始學習單字時即會使用原則或線索，而隨著時間，所使用的線索也會隨之增加。
生成聯合模型的支持者表示這個模型，猶如一個混合體，能夠比一般只專注於單一因素的模型來得更全面，舉例來說，約束理論一般主張限制和原則會在兒童一開始學習字彙時出現，然而卻無法解釋那些未被限制所侷限的兒童如何熟練地說話。此外，有些人主張領域普遍性並沒有完全解釋兒童如何分類大量的潛在指示物來區分正確的意義。最後，社會語用理論主張社會因素會影響字彙的學習。雖然這些理論皆有描述兒童如何成為進階的字彙學習者，但它們卻很少提到兒童在字彙初學階段的學習能力。據生成聯合模型的支持者表示，此模型涵蓋了限制和原則，並提出這些原則和字彙學習發展會隨著時間而改變，並同時也考量到社會層面以及其它線索，例如突出性。 

## 語用發展
語言以及社會文化等因素都會影響字彙發展的快慢，在社會上，兒童需要適當且策略性地使用他們的用字，他們擁有具彈性且強大的社會認知技巧，能夠在各種互動中理解其他人的溝通意圖，更能從溝通環境下學習新字彙。兒童仰賴語用學技巧來學習更多字彙，甚至某方面的語用行為能預測未來語言以及數理方面的成就，因為語用技巧較好的兒童通常在學校表現較好，且比較受人喜愛。
兒童對於物件,空間關係和動作的用字不盡相同，一到三歲的兒童通常仰賴一般的指示詞，例如”這裡”,”那個”或”看”等字並搭配手勢來指向某物。而兒童也會將已知或部分已知的字彙聯結至其他類似的物品上，但這將導致字詞過度延伸或誤用。字詞過度延伸是兒童對不同物品的認知上，認為其有相似性而產生。字詞誤用則能夠作為找出小朋友對於特定字詞解讀意義的方法。當談論一個物件和另一個物件的相對應位置等空間關係時，他們會指出該物品並運用指示詞像是 “這裡”或”那裡”來指出位置，抑或是明確指出該物品和其位置。此外，他們也會使用對於位置的字彙，例如介系詞, 後置介系詞或後綴詞等。而兒童早期的用字常常包含動作以及該動作所造成的結果，他們只會使用一小部分的一般動詞，例如使用”做”或“作”來涵蓋大部分的動作，因為他們的單字量並不多。此外，學習第二外語時，兒童也會採用一樣的方法來描述動作，然而有時兒童也會使用非常特定的動詞，無論如何，小朋友會竭盡所能去表達與溝通。 
在早期，嬰幼兒只會單單使用字彙來溝通，隨著年齡漸長，他們的溝通技巧也會隨之發展，進而加強字彙學習。而嬰幼兒也會在與成人對話時學習留給對方說話空間，雖然學齡前的兒童較拿抓精確的時間點，大部分仍仰賴說話者的明顯指示，但大一點的兒童能夠抓更準確的時間並少一些長時間的停頓。隨之年紀增長，兒童會懂得如何開始一段對話並持續進行正常的對話，嬰幼兒和學齡前兒童會重複對方的用字來持續對話的進行，而比較大的兒童則會在對話裡加一些額外的相關資訊，此外，他們也會比較常用一些像是”所以”或”因為”等的連接詞。學齡前的兒童在回應時前後會比較不一致，但大約在六歲的時候，兒童會注意到用字的錯誤並用點頭來表示他們有在聽對方講話。當兒童再大一些，他們會有更多有建設性的回應來幫助對話進行。

### 語用影響
照護者透過語言來幫助兒童成功適應社會與文化。嬰幼兒自出生即接受語用資訊，藉由與照護者的早期互動以學習對話的架構。動作和言語會融入遊戲中（例如Peekaboo，一種逗弄小孩的捉迷藏遊戲）以提供兒童關於字彙及片語的資訊。照護者會以多種方式引導嬰幼兒進行互動與回應，當兒童有所進步且更積極互動時，照護者也會隨之調整與嬰幼兒的互動模式。照護者也會引導兒童表現出正確的語用行為，包括該說什麼、如何說、何時該說，以及如何持續話題。藉由言語增強、建立假想情境、或評價他人的行為等方式，照護者能幫助兒童形塑適當的行為。
家庭成員以不同方式增進兒童的語用發展。父親通常扮演次要照護者的角色，與孩童的關係相對疏遠，而哥哥或姐姐可能也無法分辨孩童的需求。因此，父親或兄/姐可能會迫使兒童必須更清楚溝通。他們促使兒童提升其溝通技巧，因此培養兒童與陌生人談論不熟悉話題的能力。父親與嬰幼兒對話時較常中斷，且比起嬰幼兒花較少時間專注在某一物體或動作上。另一方面，手足與嬰幼兒的溝通多為指示且較不積極回應，也因此刺激嬰幼兒與其對話。但針對父親及手足的研究有其限制，因此此領域大部份的研究仍針對母親與兒童的關係。 
與同儕相處使兒童必須進行多向對話，使他們得以吸收更多樣的言語以及觀察對話中不同的角色。同儕若不積極參與對話，就會迫使兒童必須更有效地溝通。即使與同儕對話不同於跟成人對話，兒童仍會與同儕互相糾正錯誤。同儕間的互動包含了特定的幽默、意見分歧及多樣的話題，為兒童提供不同的對話經驗。
嬰幼兒語言環境的文化及背景會形塑其字彙發展。研究顯示相較於中文學習者，英文學習者更擅長將新標籤連結至名詞而不是動詞。英語學習者之所以會具有這種早期名詞優勢，是因為英語照護者受到其文化影響，通常傾向於直接解釋許多名詞的定義，或者進行繪本閱讀等有助於學習名詞的活動。成人為兒童提供的語言輸入也有助於兒童學習文法。漢語及廣東話中都存在一種虛詞：量詞，而量詞也廣泛存在於其他許多無基因關聯的的東亞語種。在廣東話中量詞是必須的，比起漢語的量詞能適用的情況也較為廣泛。這也解釋了為什麼講中文兒童的字彙量會比講廣東話的兒童來的多。

### 語用說明
語用說明為兒童提供了說話者含意的額外資訊。成人提供的語用說明會引導兒童學習新的字彙，例如字義的直接聯結。成人會教導兒童字彙與字彙之間的關係以及如何它們互相聯結，例如「...是...的一部分」、「...是...的一種」、「...屬於...」、以及「...被用來...」。這些語用說明為兒童提供了重要的語言資訊，使他們得以推斷不熟悉字彙的可能意義。這也稱為「包含關係」，當兒童學到存在包含關係的兩個字彙，他們便會牢記這項資訊。當兒童聽到成人說出一個錯誤的字，然後以正確的字自我修正時，兒童便會將此項修正同時應用到存在包含關係的兩字彙上。

## 學齡兒童的字彙發展
學齡期間的字彙發展建立在兒童原有的知識上，並藉由這些知識去增加其字彙量。一旦兒童習得一定程度的字彙量，他們便會利用這些熟悉的「舊字」去學習新的字彙。這個學習新字彙的過程可能透過直接的方式，即以舊有的字彙去定義新的字彙，或者利用潛移默化的方式，例如新字出現在舊字的語境，藉此理解新字的意義。當兒童到達學齡，最常見的累積字彙量的方式即是潛移默化的學習。此階段兒童大多藉由對話及閱讀來學新字彙。字彙成長在求學階段結束後趨於緩慢，因大多數人已習得日常對話及閱讀所需的字彙，且通常不會從事需要大幅增加字彙量的活動。
兒童在一、二歲的時候開始學習具象字彙，例如「車」、「瓶子」、「狗」、「貓」。三歲時開始能夠在沒有視覺參照的情況下學習具象字彙，因此字彙學習通常會在此時會大幅加速。兒童達到學齡後便會開始學習抽象字彙（例如「愛」、「自由」、「成功」），由於接觸到的字彙增加，學齡兒童的字彙學習量也大幅提升。五歲時兒童可表達約2,100-2,200個字彙。六歲時可表達約2600字，可接收的字彙則約為20,000-24,000字。雖然有些研究宣稱兒童字彙學習量一天可達20個新字，但事實上字彙學習更可能是較漸進的過程。六到八歲的學齡兒童字彙學習量大約是平均每天六到七字，而八到十二歲的兒童則是平均每天十二字。 

### 字彙發展的方法
接觸及與他人進行對話幫助學齡兒童發展字彙。不論是嬰兒、幼兒、學齡前兒童或是成人，都會運用「快速配對」的過程，也就是藉由單一接觸來學習新的概念。快速配對原則非常有助於在對話情境中學習字彙，因為字彙通常不會被直接明白地解釋，而是在對話過程中被頻繁提及。
對學齡兒童來說，閱讀是字彙發展的關鍵要素。在能夠自行閱讀之前，兒童通常透過他人閱讀來學習字彙，包括利用上下文推論字意，以及對故事中字彙或事件的直接解釋，例如透過插畫提供解釋或視覺參考。兒童透過複誦新字彙的方式與成人互動。當兒童學會閱讀，他的閱讀字彙量及口說字彙量基本上差不多，因為兒童會運用其字彙知識將字彙的口說形式及寫作形式互相連結。直到兒童升上三年級之前，這兩種形式的字彙量通常會相等。然而由於書寫語言比口語更加多變，閱讀字彙量便會開始超越口說字彙量。到了十歲時，兒童透過閱讀的字彙發展即從學習具象字彙進步至抽象字彙。 
一般來說，對話及閱讀都會符合字彙學習及發展的四項原則中的至少其一。這四項原則分別是：實物語境、先備知識、社會語境、及語義支援。

#### 實物語境
實物語境伴隨著話題中物體或動作的出現。在此種語境下，兒童能接觸字彙本身以及該字彙的視覺參照。實物語境通常被運用在嬰兒及幼兒的字彙發展，但對學齡兒童也十分有幫助，尤其是當學習較少見或低頻的字彙的時候。比方說兒童可在與成人玩玩具的情境中發展字彙，例如說出物體的名稱（如「恐龍」），或用更少見的字彙（如「劍龍」）稱之。這些互動使兒童能接觸到在日常會話中較不易出現的字彙。

#### 先備知識
過去經驗及基本常識常在對話中被提及，因此對於兒童學習新字彙而言十分有幫助。回想過去的經驗使兒童必須運用其視覺、思考、口述、或聽覺參照。比方說一個小孩曾在動物園看過一隻大象，卻不認得「大象」這個單字，成人之後便可以幫助兒童回想上次的經驗，並描述這種動物的大小及顏色、牠的耳朵有多大、牠的象鼻、及牠發出的聲音，然後告訴兒童「大象」就是指這種動物。回想過去的先備知識不但常發生在對話中，也可以在閱讀時透過連結兒童自己過去的經驗，來加以解釋故事情節。

#### 社會語境
社會語境包括指出社會規範以及違反這些規範的情況。相較於閱讀或其他字彙學習的環境，社會語境通常出現在對話情境中。兒童對於社會規範的理解可幫助他們推論對話中的語意。在英語社會中，兒童自小就被教導要說「請」和「謝謝」，因此兒童達到學齡時就已經很熟悉這些字句。比方說當一群人一起用餐且有小孩在場，其中一人說「給我麵包」而另一人回答「真是無禮！你說什麼？」，原本那人則再次回答「請給我麵包」。這個小孩可能並不知道「無禮」這個字彙的意思，但他可以利用此社會語境來推斷其語意，以及了解說「請」的必要性。

#### 語義支援
語義支援是幫助學齡兒童的字彙發展最顯而易見的方法。語義支援代表直接為某個字彙的語義提供口頭解釋。開始上學之後兒童便會積極參與對話，當不了解某個字彙或觀念時也會踴躍發問。比方說，有個小孩第一次看見斑馬並問「那是什麼？」，他的父母可能會回答「那是斑馬。牠是身上有條紋的馬，而且很有野性所以不能騎牠。」 

#### 第二語言
透過詞語聯想(word association)測驗發現第二語言較熟悉的學習者的反應，如同母語者的反應。據此可以推測第二語言學習者的字彙發展是和第一語言一樣的。